# Ingredient Branding
Unter Ingredient Branding (engl. ingredient-Bestandteil, Zutat; brand-Marke) versteht man im Marketing die Bildung einer Marke für ein Produkt, das nicht einzeln, sondern nur als Bestandteil eines anderen Produktes erworben werden kann. Bei dieser Form der Produktpolitik wird das Ziel verfolgt, die von den Käufern wahrgenommenen Eigenschaften wie beispielsweise die Qualität oder Leistungsfähigkeit des einzelnen Bestandteils auf das Gesamtgut zu übertragen und das Markenbewusstsein des Konsumenten auszunutzen. 
Bekannte Beispiele für Ingredient Branding sind:
- Intel Inside für Prozessoren und Chipsätze in Computern verschiedener Hersteller,
- NutraSweet und Canderel, Markennamen für den Süßstoff Aspartam in der Lebensmittelindustrie (zum Beispiel Coca Cola light),
- Teflon als Beschichtung für Pfannen und Kochtöpfe, GoreTex für Sportbekleidung (Markennamen für Produkte aus dem Kunststoff Polytetrafluorethylen).

Innerhalb des Marketing nimmt das Ingredient Branding eine Sonderstellung ein, da es weder dem Investitionsgüter- noch dem Konsumgütermarketing eindeutig zugeordnet werden kann. Einerseits ist der Konsument Endverbraucher des Bestandteils, ist aber gleichzeitig nicht an der Kaufentscheidung des Einzelteils beteiligt, da diese der Produzent des Gesamtprodukts trifft. Andererseits wird der Produzent sich nur für den Einsatz des Teiles entscheiden – oder zumindest in seiner Kommunikationspolitik berücksichtigen – wenn das Image des Teilprodukts einen ausreichend großen Effekt beim Konsumenten erzielt, d. h. seine Kaufentscheidung positiv beeinflusst.